# Pompeo Fattor
Pompeo Fattor (Zoldo Alto, 14 dicembre 1933 – Belluno, 5 maggio 2009) è stato un fondista italiano.

## Biografia
Nato nel 1933 a Zoldo Alto, in provincia di Belluno, a 22 anni partecipò ai Giochi olimpici di Cortina d'Ampezzo 1956, chiudendo 24º con il tempo di 53'45" nella 15 km e 5º in 2h23'28" nella staffetta insieme a Innocenzo Chatrian, Ottavio Compagnoni e Federico De Florian.
4 anni dopo prese di nuovo parte alle Olimpiadi, quelle di Squaw Valley 1960, chiudendo 19º con il tempo di 54'31"1 nella 15 km, 14º in 1h57'40"5 nella 30 km e 5º in 2h22'32"5 nella staffetta insieme a Marcello De Dorigo, Giulio De Florian e Giuseppe Steiner.
Ai campionati italiani vinse 5 medaglie: 2 bronzi (1959 e 1960) nella 30 km e 3 bronzi (1956, 1958 e 1959) nella 15 km.
Morì nel 2009, a 75 anni.
A lui è dedicata una pista di fondo a Palafavera, nel comune di Val di Zoldo, dove è nato.